# 千葉ひろみ (エフエム北海道)
千葉 ひろみ（ちば ひろみ、1963年2月10日 - ）は、エフエム北海道の元アナウンサー。北海道札幌市出身。

## 来歴・人物
10歳の時にアナウンサーを志し、1985年度東海大学文学部広報メディア学科卒業。宮城テレビ放送を経て、1987年1月、FM北海道入社。宮城テレビ時代を含めて32年間アナウンサー職を担当した後管理職として2017年に東京支社長。
FM北海道時代には、「にこにこぎゅっ」で共演した絵本作家のひだのかな代とともに絵本の読み聞かせ活動も行っていた。
2020年にエフエム北海道を退社、三笠市に移住し地域おこし協力隊員として活動。
- 血液型：A型
- 趣味：沖縄旅行、沖縄の本を読んだり、ショップをのぞくこと。
- 特技：ウォーキング・ジョギング、ゴルフ、早起き。
- モットー：「頑張らない」でも「なまけない、怠けない」
- 沖縄泡盛大使[1]
- 資格：ファイナンシャルプランナー2級、整理収納アドバイザー1級[1]

## 担当番組
- 南華園 食･在･北海道
- 中田美知子&千葉ひろみの2時いろネットワーク
- イート・イン 北海道
- AIR-G' Morning Pax
- アトランタ五輪の取材経験あり[1]
- がんばろう北海道シリーズVol.5「agriculture island」〜農業王国北海道〜（エフエム北海道、2008年9月15日7:30-16:55）※コメンテーター：林美香子・メインパーソナリティとして出演。
  - アグリカルチャーアイランド農業王国北海道 Vol2.〜北からの提言〜（エフエム北海道、2009年9月11日（金）7:30-17:50）※コメンテーター：林美香子・メインパーソナリティとして出演。
  - アグリカルチャーアイランド農業王国北海道 Vol3. つながろ!（エフエム北海道、2010年9月23日（木）9:00-17:50）メインパーソナリティとして出演。
- Action[1]
- にこにこぎゅっ
- 大学・高校探検 S55（エスゴーゴー）
- 4 your SMILE 〜Once in a lifetime〜（2022年6月11日 - 8月13日 1992年-2001年担当）